# Sankt Vincent
Sankt Vincent eller São Vicente af Zaragoza er en kristen martyr. Han blev tortureret til døde under kejser Diocletian omkring år 304. 
Man ville skille sig af med liget ved at fodre nogle vilde dyr – muligvis løver – men ravne holdt dem på afstand. Så bandt man i stedet en møllesten om halsen og smed liget i havet, men det skyllede op ved Lissabon. Ravne og møllesten er hans attributter (kendetegn).